# Klugea longiseta
Klugea longiseta är en rundmaskart som beskrevs av Mawson 1956. Klugea longiseta ingår i släktet Klugea och familjen Phanodermatidae. Inga underarter finns listade i Catalogue of Life.